# Seznam představitelů Ugandy

Vlajka prezidenta Ugandy

Toto je seznam představitelů Ugandy.
Od nezávislosti Ugandy v roce 1962 až po současnost měla Uganda různé hlavy států. Od roku 1962 do roku 1963 byla hlavou státu podle ústavy z roku 1962 královna Spojeného království Alžběta II. Královnu v Ugandě zastupoval generální guvernér. Uganda se stala republikou v rámci Commonwealthu na základě ústavního dodatku z roku 1963 a panovníka a generálního guvernéra nahradil obřadní prezident, kterého v roce 1966 nahradilo výkonné předsednictvo.

## Monarchie (1962–1963)
| Č. | Portrét | Jméno (narození–úmrtí)  | Období vlády                  | Rod                 |
| -- | ------- | ----------------------- | ----------------------------- | ------------------- |
| 1  |         | Alžběta II. (1926–2022) | 9. října 1962 – 9. října 1963 | Windsorská dynastie |

## Prezidenti (od roku 1963)
| Č. | Portrét                                                     | Jméno (narození–úmrtí)                                      | Období vlády                                                | Politická strana                                            |
| -- | ----------------------------------------------------------- | ----------------------------------------------------------- | ----------------------------------------------------------- | ----------------------------------------------------------- |
| 1  |                                                             | Edward Mutesa (1924–1969)                                   | 9. října 1963 – 2. března 1966                              | Kabaka Yekka                                                |
| 2  |                                                             | Milton Obote (1925–2005)                                    | 15. dubna 1966 – 25. ledna 1971                             | Ugandský lidový kongres                                     |
| 3  |                                                             | Idi Amin (1924/1925?–2003)                                  | 25. ledna 1971 – 16. srpna 1979                             | nezávislý                                                   |
| 4  |                                                             | Yusuf Lule (1912–1985)                                      | 13. dubna – 20. června 1979                                 | Ugandská národní osvobozenecká armáda                       |
| 5  |                                                             | Godfrey Binaisa (1920–2010)                                 | 20. června 1979 – 11. května 1980                           | Ugandská národní osvobozenecká armáda                       |
| 6  |                                                             | Paulo Muwanga (1924–1991)                                   | 12. května – 22. května 1980                                | Ugandský lidový kongres                                     |
| 7  | Prezidentská komise Ugandy (22. května – 15. prosince 1980) | Prezidentská komise Ugandy (22. května – 15. prosince 1980) | Prezidentská komise Ugandy (22. května – 15. prosince 1980) | Prezidentská komise Ugandy (22. května – 15. prosince 1980) |
| 8  |                                                             | Milton Obote (1925–2005) (podruhé)                          | 17. prosince 1980 – 27. července 1985                       | Ugandský lidový kongres                                     |
| 9  |                                                             | Bazilio Olara-Okello (1929–1990)                            | 27. července – 29. července 1985                            | Ugandská národní osvobozenecká armáda                       |
| 10 |                                                             | Tito Okello (1914–1996)                                     | 29. července 1985 – 26. ledna 1986                          | Ugandská národní osvobozenecká armáda                       |
| 11 |                                                             | Yoweri Museveni (* 1944)                                    | 29. ledna 1986 –                                            | Hnutí národního odporu                                      |